# 李恂 (清朝)
李恂，安徽凤阳人，清朝政治人物。
鄉試中舉。道光九年（1829）至道光十五年（1835年），擔任利川知县。